# Cacic capbrú
El cacic capbrú (Psarocolius wagleri) és un ocell de la família dels ictèrids (Icteridae).

## Hàbitat i distribució
Habita la selva, densa vegetació de ribera, i clars amb grans arbres a les terres baixes, des de Mèxic a Veracruz, Tabasco, Chiapas, cap al sud, pel vessant del Carib fins Hondures, ambdues vessants de Nicaragua, Costa Rica i Panamà i oest de Colòmbia i oest de l'Equador.